# Sapphoa
Sapphoa, maleni biljni rod grmova iz porodice primogovki smješten u podtribus Graptophyllinae, dio tribusa Justicieae, potporodica Acanthoideae. Sastoji se od dvije istočnokubanske endemske vrste. Tipična vrsta je penjačica Sapphoa rigidifolia 

## RazlikeS. ekmaniiiS. rigidifolia
Obje vrste teško je razlikovati. Karakteristike S. ekmanii (Borhidi 1983:353) navode se njegovi "jajoliki, eliptični do lancetasti" listovi (nasuprot uglavnom obrnuto jajolikim u S. rigidifolia), rubovi nisu zaokrenuti (nasuprot zakrenutim), cistoliti po dužini (nasuprot poprečni), čaška duga 3–4 mm (nasuprot 4–5 mm), a vjenčić 1,3–1,7 cm (naspram 2,2–2,5 cm). Holotip S. rigidifolia sadrži jajaste do eliptične listove, vjenčić dug oko 1,8 cm i čašku dugu oko 5 mm. Stoga se čini da oblik lista i duljina vjenčića nisu znakovi koji podržavaju prepoznavanje dviju vrsta. Dodatni primjerak koji navodi Borhidi (1983.) kao S. ekmanii ima blago zaokrenuto lišće kao i holotip S. rigidifolia. Viđene su samo slike tipskih primjeraka i nije ispitan raspored cistolita kako bi se odredila njihova korisnost u prepoznavanju S. ekmanii. Cistoliti primjeraka Barleriole iz Kariba na FTG-u općenito su paralelni sa žilama lista, ali također mogu biti različito okomiti unutar istog lista, što sugerira da to možda nije dobar karakter za razlikovanje ovih vrsta.

## Vrste
1. Sapphoa ekmanii Borhidi, na Sierra de la Iberia
2. Sapphoa rigidifolia Urb., na Sierra de Cristal